# Jean Renart
Jean Renart, conosciuto anche come Jean Renaut (fl. XII-XIII secolo), è stato un troviero o trovatore piccardo, attivo dalla fine del XII alla prima metà del XIII secolo.

## Biografia
Suo mecenate fu il vescovo Milone di Nanteuil  a cui fu dedicato il Roman de la Rose (detto anche Guillaume de Dole).
Poco si conosce con certezza della sua vita. Originario dell'Oise e di formazione clericale, forse era stato un menestrello.
Solo un testo reca in modo chiaro la sua firma: il Lai de l'ombre. Ma all'inizio di questo poema, egli fa un'allusione esplicita a un altro testo, un romanzo metrico, l'Escoufle; e le similitudini degli intrighi, i criteri stilistici, così come un'anagramma, permettono di attribuirgli in modo sicuro il Roman de la Rose ou de Guillaume de Dole (un lungo poema narrativo che incorpora una chanson de toile).
Jean Renart si muove in un ambiente di grandi signori: l'Escoufle viene inviato al conte di Hainaut, permettendo così di datarlo verso il 1200-1202; il Lai de l'ombre è dedicato a un vescovo non precisato ; il Roman de la Rose o Guillaume de Dole è dedicato a Milone di Nanteuil, vescovo di Beauvais.
Si attribuiscono a Jean Renart altri testi anonimi della stessa epoca: un romanzo, Galeran de Bretagne, dove l'autore, che si presenta come « Renaut », si ispira visibilmente a Jean Renart; un fabliau, Auberée ; un lai: le Lai d'ignauré (o Ignaurès) o Lai du prisonnier, dove l'autore si firma Renaut (forse Renaut de Beaujeu) ; dei "dibattiti": Débat de Renart et de Plaudoue, Du Plait de Renart de Dammartin contre Vairon son roncin, ma ogni volta senza elementi davvero convincenti.
I suoi componimenti poetici contengono una descrizione realistica della vita quotidiana medievale. I suoi personaggi sono ritenuti dotati di una significativa profondità psicologica e si dice sia stato il più abile maestro del "romanzo realistico" della letteratura in antico francese.
Jean Renart è probabilmente l'autore della seconda versione di Le Chevalier au Cygne o Cavaliere del Cigno. Fu un pioniere nell'incorporare la canzone nelle sue poesie, cosa che fu molto imitata in seguito.

## Opere
- Il Roman de la Rose ha ricevuto posteriormente il titolo di Guillaume de Dole, onde evitare che uno degli eroi del romanzo venisse confuso con quello di Guillaume de Lorris e di Jean de Meung, l'opera è dedicata a Milone di Nanteuil. La storia si basa sul tema della castità di una donna, castità messa alla prova da un traditore che fornisce prove false. L'imperatore Corrado si innamora senza averla vista, grazie a una canzone di un troviero, di Liénor, sorella di Guillaume de Dole. Lui invita il fratello alla sua corte, dove si cimenta in un torneo. Il siniscalco dell'imperatore, geloso del nuovo venuto, va a Dole e riesce a sapere per mezzo di un trucco dalla madre di Liénor un dettaglio intimo sulla giovane figlia (lei ha sulla coscia una voglia a forma di rosa). Il siniscalco può dunque sostenere davanti all'imperatore che lei gli si sia concessa. Liénor decide di smascherare l'impostore, mandandogli, da parte di un'altra donna che il siniscalco aveva corteggiato invano, una borsa contenente un anello, un fermaglio e una cintura; poi si reca alla corte dell'imperatore, sostenendo che il siniscalco l'aveva violentata rubandole gli oggetti che lei gli aveva fatto mandare. Il siniscalco giura di non avere mai veduto la giovane donna: Liénor allora rivela il dettaglio della rosa, confondendo il siniscalco (smascherato ormai dall'evidenza), e sposa quindi l'imperatore. In questo testo, per le sue allusioni a fatti contemporanei, sfrondato degli elementi meravigliosi propri della tradizione bretone, Jean Renart manifesta una preoccupazione di attualizzazione sì da orientare il romanzo sulla scia del realismo; Renart è inoltre il primo autore a inserire degli intermezzi lirici cantati che vengono a sottolineare e a commentare l'azione, un procedimento che sarà ripreso da altri autori.
- Il Lai d'Ignaures racconta di un cavaliere bretone, Ignaures, audace e di bell'aspetto, l'amante preferito di dodici signore, le quali tutte vivono con i loro mariti nel Castello di Ariel. Cantava in modo delizioso e le dame lo chiamavano l'"incantevole usignuolo". Ma i loro mariti di comune intesa decisero di farsi vendetta sull'oggetto di tale amore multiplo: lo mutilarono e servirono i suoi resti durante un banchetto alle dodici amanti, ma costoro, scoprendo l'inganno, si lasciarono morire di fame. Il Lai d'Ignaures venne pubblicato da Louis Monmerqué e Francisque Michel a Parigi, nel 1832.
- Il Lai de l'Ombre et de l'Anneau è un racconto cortese di 962 versi in cui si narra di una dama che non vuole sposare un cavaliere, ma questi, per mezzo di un raffinato espediente, alla fine vince la ritrosia della donna. Dice alla dama che, dal momento che lei rifiuta il suo anello, lo avrebbe donato a ciò che gli è più caro al mondo dopo di lei, e lo getta quindi in una fontana. Lei scorge nell'acqua la propria immagine riflessa accanto all'anello e resta così sedotta da tanta raffinatezza che alla fine gli dona tutto il suo amore.
Nella Biblioteca nazionale di Francia si trovano dodici manoscritti che contengono questo poema.
- L'Escoufle, un romanzo di 9102 versi, tratta il tema degli amanti contrastati da un padre, insieme al tema dell'uccello (un escoufle, vale a dire un nibbio) ladro di un oggetto prezioso (un anello, pegno d'amore): Guillaume de Montivilliers è promesso ad Aelis, figlia dell'imperatore di Roma, dove suo padre è consigliere. Alla morte del padre di Guillaume, l'imperatore rinnega la sua promessa, e i due giovani fuggono verso la Francia. Aelis dà a Guillaume una custodia contenente un anello, ma un nibbio l'afferra e Guillaume è così costretto a inseguire l'uccello. Gli amanti da lungo tempo separati si ritrovano dopo molte peripezie.

## Edizioni
- (FR)  Jean Renart, L'Escoufle, roman d'aventure. Nouvelle éd. d'après le manuscrit 6565 de la Bibliothèque de l'Arsenal par Franklin Sweetser, Genève, Droz, 1974 (Textes littéraires français, 211)
- (FR)  Jean Renart, L'escoufle, roman d'aventure. Traduction en français moderne par Alexandre Micha, Paris, Champion, 1992 (Traductions des Classiques français du Moyen Âge, 48).
- (FR)  Jean Renart, Le roman de la rose ou de Guillaume de Dole, éd. Rita Lejeune, Paris, Droz, 1936.
- (FR)  Jean Renart, Le roman de la rose ou de Guillaume de Dole, éd. Félix Lecoy, Paris, Champion, 1962 (Classiques français du Moyen Âge, 91).
- (FR)  Jean Renart, Guillaume de Dole ou le Roman de la rose, roman courtois du XIIIe siècle, traduit en français moderne par Jean Dufournet, Jacques Kooijman, René Ménage et Christine Tronc, Paris, Champion, 1988 (Traductions des Classiques français du Moyen Âge, 27).
- (FR)  Jean Renart, Lai de l'ombre, éd. Félix Lecoy, Paris, Champion, 1979 (Classiques français du Moyen Âge, 104)